# Distrikt Bagua Grande
Der Distrikt Bagua Grande liegt in der Provinz Utcubamba in der Region Amazonas in Nord-Peru. Der Distrikt besitzt eine Fläche von 746,64 km². Beim Zensus 2017 wurden 50.841 Einwohner gezählt. Im Jahr 1993 lag die Einwohnerzahl bei 40.790, im Jahr 2007 bei 47.336. Verwaltungssitz ist die 440 m hoch gelegene Provinzhauptstadt Bagua Grande mit 32.519 Einwohnern (Stand 2017). Bagua Grande liegt am linken Flussufer des Río Utcubamba.

## Geographische Lage
Der Distrikt Bagua Grande liegt zentral in der Provinz Utcubamba. Ein Höhenzug der peruanischen Zentralkordillere durchquert den Distrikt. Der Río Utcubamba fließt entlang der nordöstlichen Distriktgrenze nach Nordwesten.
Der Distrikt Bagua Grande grenzt im Nordwesten an den El Milagro, im Nordosten an die Distrikte Bagua, Copallín (beide in der Provinz Bagua) und Cajaruro, im Südosten an den Distrikt Jamalca sowie im Süden an die Distrikte Lonya Grande, Yamón und Cumba.